# 陆士季
陆士季（?—?），唐朝苏州吴县（今江苏省苏州市）人。
陆士季跟随同郡顾野王学《左传》，兼通《史记》、《汉书》。隋末，担任越王杨侗记室兼侍读。杨侗称帝，授陆士季著作郎。王世充将篡逆，杨侗对陆士季说：“隋有天下三十余年，朝廷文武，没有忠臣吗？”陆士季回答：“见危授命，臣之宿心。请在启奏事情的时候，手刃王世充。”事情泄露一些风声，于是停止陆士季侍读。贞观初年，陆士季担任太学博士，兼弘文馆学士。其孙陸南金。